# Virtual Console
Virtual Console (バーチャルコンソール?) è stato un servizio di distribuzione digitale per le console videoludiche di Nintendo; attivato il 19 novembre 2006, il servizio è stato disponibile su Wii, Wii U e Nintendo 3DS fino al 30 gennaio 2019 (Wii) e 27 marzo 2023 (Wii U & 3DS).

Logo ufficiale di Virtual Console

Tramite il Canale Wii Shop o il Nintendo eShop era possibile scaricare videogiochi originalmente sviluppati per console di Nintendo del passato (Nintendo Entertainment System, Super Nintendo Entertainment System, Nintendo 64) o per altri sistemi dell'epoca (PC Engine, Mega Drive, Neo Geo, Master System, MSX, arcade) e giocarli su piattaforme più recenti. Per la sola console Wii U erano inoltre disponibili giochi per Game Boy Advance e Nintendo DS, tuttavia privi del supporto per il multiplayer online.
Virtual Console faceva parte del programma di Nintendo per contrastare la pirateria informatica.